# Minúscula 40
Minúscula 40 (en la numeración Gregory-Aland), A155 (Soden) es un manuscrito griego en minúsculas del Nuevo Testamento escrito en vitela. Es datado paleográficamente en el siglo XI. Tiene notas marginales.

## Descripción
El códice contiene texto casi completo de los cuatro Evangelios en 312 hojas de pergamino (30 cm por 22 cm), con solamente dos lagunas (Lucas 21:21-23:32; Juan 20:25-21:25).
El texto está escrito en 1 columna por página (11.9 por 10.7 cm); el texto bíblico, 18 líneas por página; el texto del comentario, 48 líneas por página (24.6 por 17.4 cm). Las letras iniciales están en rojo; tiene iota suscrita.
El texto está dividido de acuerdo a los κεφαλαια (capítulos), cuyos números se colocan al margen del texto, y los τιτλοι (títulos) en la parte superior de las páginas. El texto de los Evangelios tiene una división de acuerdo con las Secciones Amonianas (en Marcos, 233 secciones; la última en 16:8), con referencias a los Cánones de Eusebio.
Contiene la Epistula ad Carpianum, las tablas de los Cánones de Eusebio, prolegómenos, tablas de los κεφαλαια (tablas de contenido) antes de cada Evangelio, y un comentario (en Marcos, de Victorino).

## Texto
El texto griego de este códice es representativo del tipo textual bizantino. Aland lo colocó en la Categoría V. No fue examinado usando el Perfil del Método de Claremont.

## Historia
El manuscrito fue fechado por Gregory en el siglo XI o XII. Actualmente es datado por el INTF en el siglo XI.
Anteriormente perteneció al monasterio de Stavronikita en el monte Athos (como el códice 34). Fue examinado y descrito por Wettstein, Scholz, y Paulin Martin.
El manuscrito fue añadido a la lista de manuscritos del Nuevo Testamento por Wettstein. C. R. Gregory vio el manuscrito en 1885.
Se encuentra actualmente en la Bibliothèque nationale de France (Coislin Gr. 22) en París.

## Lectura adicional
- Bernard de Montfaucon (1715). Bibliotheca Coisliniana olim Segueriana. ParÍs: Ludovicus Guerin & Carolus Robustel. p. 66.

- Datos: Q6870383